# ناوچه کلاس اف۱۲۵
ناوچه کلاس اف۱۲۵ (به انگلیسی: F125-class frigate) یک کلاس از کشتی است که طول آن ۱۴۹٫۵۲ متر (۴۹۰ فوت ۷ اینچ) می‌باشد.